# بازبتشة
بازبتشة (بالفارسية: بازبچه) هي قرية تقع في البلدة المركزية في إيران. يقدر عدد سكانها بـ 448 نسمة بحسب إحصاء 2016.